# HD 33519
HD 33519 eller HR 1682, är möjlig spektroskopisk dubbelstjärna belägen i den mellersta delen av stjärnbilden Taffelberget. Den har en skenbar magnitud av ca 6,28 och är mycket svagt synlig för blotta ögat där ljusföroreningar ej förekommer. Baserat på parallax enligt Gaia Data Release 3 på ca 3,45 mas, beräknas den befinna sig på ett avstånd på ca 940 ljusår (290 parsek) från solen. Den rör sig närmare solen med en heliocentrisk radialhastighet på ca -2,5 km/s.

## Egenskaper
Primärstjärnan HD 23474 A (synliga komponenten) är en orange till röd jättestjärna av spektralklass K5/M0 III, som befinner sig på den röda jättegrenen. Den har en massa som är ca 4,3 solmassor, en radie på ca 45 solradier och utsänder från dess fotosfär energi motsvarande 465 gånger solen vid en effektiv temperatur av ca 4 100 K.
Det finns en optisk följeslagare av 11:e magnituden separerad med 50,2 bågsekunder vid en positionsvinkel på 110°. Den har dock ingen relation till HD 23474 och har en drastiskt annorlunda egenrörelse.